# 聖衆寺 (桑名市)
聖衆寺（せいしゅうじ）は三重県桑名市北別所にある真言宗醍醐派の仏教寺院。山号は土佛山（どぶつさん）、院号は大正院（たいしょういん）。本尊は阿弥陀如来。
毎年4月17日には、明治初期より続く秋葉大祭火渡りが行われる。

## 歴史
鎌倉初期の建仁4年（1204年）に北伊勢地方鎮護のため定舜法師が建立したといわれる。永正年間（1504年 - 1520年）に乗覚照範和尚が伽藍修復と堂宇建立を行い、中興された。当時は、四十三坊を有し僧兵を一千余名も置くほどの大寺であったといわれる。天正年間（1573年 - 1593年）に織田信長配下の軍勢により、焼き払われ現在の堂宇のみが残った。寛文年間（1661年 - 1672年）の初め、信行法師が桑名藩主松平定重に寺運再興を言上して寺院を再建し、現在に至っている。

## 年中行事
- 節分厄除け（2月節分）
- 秋葉大祭火渡り、紫灯護摩供（4月17日）

## 月例行事
- 観音縁日　毎月1日（1月を除く）
- 息災増益護摩供　毎月17日（4月を除く）

## 近隣施設
- 大福田寺
- 照源寺

## アクセス
- 近鉄 桑名駅西口より徒歩約15～20分
- 国道1号中央町交差点より約1.2km
- 東名阪自動車道 桑名インターチェンジより約2.3km